# World's Edge
World's Edge LLC es una empresa productora de videojuegos estadounidense, con sede central en Redmond, Washington, Estados Unidos, es una filial de Xbox Game Studios, dirigido por Shannon Loftis exjefa de Xbox Game Studios Publishing y por Adam Isgreen exdirector de la serie Command and Conquer, son los responsables de producir juegos de la franquicia Age of Empires y de futuros proyectos de juegos de estrategia en tiempo real de Microsoft. 

## Historia
El 9 de junio del año 2019, durante la Electronic Entertainment Expo 2019, Phil Spencer anuncio la formación del estudio como nombre en clave Age of Empires Studio, quienes serán los nuevos responsables de producir nuevos proyectos de la serie Age of Empires, serie que anteriormente era producido y desarrollado por Ensemble Studios, además anunciaron la versión definitiva de Age of Empires II: The Age of Kings. El 14 de noviembre del mismo año, durante la festividad X019 en Londres, Reino Unido, se revela el nombre oficial del estudio con el nombre de World's Edge, siendo dirigida por Shannon Loftis conocida por ser anteriormente la jefa del estudio Xbox Game Studios Publishing. El nuevo estudio World's Edge se encargaran de la dirección, guía, innovación y cuidado general de la serie. También mostraron un tráiler sobre el avance de Age of Empires IV desarrollado por el estudio canadiense Relic Entertainment en la feria del X019

## Videojuegos desarrollados
| Título                                 | Publicadora       | Plataforma                                  | Fecha de lanzamiento    | Notas                                                    |
| -------------------------------------- | ----------------- | ------------------------------------------- | ----------------------- | -------------------------------------------------------- |
| Age of Empires II: Definitive Edition  | Xbox Game Studios | Microsoft Windows, Xbox Series X y Series S | 14 de noviembre de 2019 | Coproducido con Forgotten Empires Games                  |
| Age of Empires III: Definitive Edition | Xbox Game Studios | Microsoft Windows                           | 15 de octubre de 2020   | Coproducido con Tantalus Media y Forgotten Empires Games |
| Age of Empires IV                      | Xbox Game Studios | Microsoft Windows, Xbox Series X y Series S | 28 de octubre de 2021   | Coproducido con Relic Entertainment                      |
| Age of Empires Mobile                  | Xbox Game Studios | Android, iOS                                | 30 de julio de 2024     | Coproducido con TiMi Studios                             |
| Age of Mythology Retold                | Xbox Game Studios | Microsoft Windows, Xbox Series X y Series S | 4 de septiembre de 2024 | Desarrollado por World Edge                              |